# علم زائف برجوازي
العلوم الزائف البرجوازي (الروسية: буржуазная лженаука)) هو مصطلح استعمل في الاتحاد السوفيتي لإدانة بعض التخصصات العلمية التي اعتبرت غير مقبولة من وجهة نظر أيديولوجية.
في أوقات مختلفة من الحقبة السوفييتية، آعتبرت العلوم التالية من «العلوم المزيفة البرجوازية»: علم الوراثة،  ، علم التحكم الآلي، علم الاجتماع، علم السيميائيات، وعلم اللغة المقارن. كان هذا الموقف أكثر انتشارًا خلال حكم جوزيف ستالين.